# Крест Милана Растислава Штефаника
Крест Милана Растислава Штефаника (словац. Kríž Milana Rastislava Štefánika) — государственная награда Словакии.
Крест Милана Растислава Штефаника  был учрежден Законом № 37/1994 от 2 февраля 1994 года.
Носит имя Милана Растислава Штефаника (1880—1919), видного деятеля словацкого национального движения, участвовавшего в создании независимой Чехословацкой республики.

## Основания награждения
Крестом Милана Растислава Штефаника награждаются граждане Словакии, которые с риском для собственной жизни совершили подвиг в деле защиты Словацкой республики, а также тем, кто с риском для жизни и здоровья спасали людей и имущество государства.
Каждый Президент Словацкой Республики является кавалером Креста Милана Растислава Штефаника первого класса.
Крест имеет три класса. Высший — 1 класс.
| I класса | II класса | III класса |

Среди награждённых Крестом Милана Растислава Штефаника I класса:
- Гашпарович, Иван
- Ковач, Михал
- Шустер, Рудольф